# غرومان أمريكان إيه إيه-1
غرومان أمريكان إيه إيه-1 (بالإنجليزية: Grumman American AA-1)‏ هي طائرة تدريب ورياضية وشخصية، أنتجت في عام 1968 بالولايات المتحدة. من صناعة شركة أمريكان أفياشين. كان أول طيران لها في 1963. ومازالت في الخدمة حتى الآن. صنع منها 1,820 طائرة، وسعر الطائرة الواحدة منها هو 6,495 دولار وذلك في عام 1969.